# Austrian International 1979
Die Austrian International 1979 als offene internationale Meisterschaften von Österreich im Badminton  fanden vom 20. bis zum 22. April 1979 in Mödling statt.

## Sieger
| Disziplin    | Sieger                          |
| ------------ | ------------------------------- |
| Herreneinzel | Ulrich Rost                     |
| Dameneinzel  | Hanke de Kort                   |
| Herrendoppel | Ulrich Rost Bernd Wessels       |
| Damendoppel  | Hanke de Kort Karin Duijvestijn |
| Mixed        | Bernd Wessels Ingrid Morsch     |

## Finalresultate
| Disziplin    | Sieger                          | Finalist                          | Ergebnis          |
| ------------ | ------------------------------- | --------------------------------- | ----------------- |
| Herreneinzel | Ulrich Rost                     | Johann Ratheyser                  | 15–6, 15–11       |
| Dameneinzel  | Hanke de Kort                   | Karin Duijvestijn                 | 11–0, 11–3        |
| Herrendoppel | Ulrich Rost Bernd Wessels       | Guus van der Vlugt Clemens Wortel | 15–13, 15–7       |
| Damendoppel  | Hanke de Kort Karin Duijvestijn | Ingrid Morsch Elke Weber          | 15–6, 15–12       |
| Mixed        | Bernd Wessels Ingrid Morsch     | Richard Pal Hanke de Kort         | 15–7, 14–17, 15–3 |